# تیم ملی فوتبال زنان نیوزیلند
تیم ملی فوتبال زنان نیوزیلند (به انگلیسی: New Zealand women's national football team) نماینده زنان این کشور در رده ملی است که توسط فدراسیون فوتبال نیوزیلند اداره می‌شود.

## تاریخچه
تیم ملی فوتبال زنان نیوزیلند در سال ۱۹۷۵ تأسیس شد. با شرکت در مسابقات جام ملت‌های زنان آسیا ۱۹۷۵ آنها قهرمانی آسیا را بدست آوردند. از آن پس آنها در مسابقات اقیانوسیه بازی می‌کنند.نیوزیلند به طور مشترک میزبانی جام جهانی ۲۰۲۳ را به همراه کشور استرالیا خواهد داشت و بدین جهت به طور خودکار با عنوان میزبان به  جام جهانی فوتبال زنان ۲۰۲۳صعود کرده است.

## پیشینه

### جام جهانی
| سال   | نتیجه                          | جایگاه                         | بازی                           | برد                            | تساوی                          | باخت                           | گل زده                         | گل خورده                       |
| ----- | ------------------------------ | ------------------------------ | ------------------------------ | ------------------------------ | ------------------------------ | ------------------------------ | ------------------------------ | ------------------------------ |
| ۱۹۹۱  | مرحله گروهی                    | ۱۱ام                           | ۳                              | ۰                              | ۰                              | ۳                              | ۱                              | ۱۱                             |
| ۱۹۹۵  | صعود نکرد                      | صعود نکرد                      | صعود نکرد                      | صعود نکرد                      | صعود نکرد                      | صعود نکرد                      | صعود نکرد                      | صعود نکرد                      |
| ۱۹۹۹  | صعود نکرد                      | صعود نکرد                      | صعود نکرد                      | صعود نکرد                      | صعود نکرد                      | صعود نکرد                      | صعود نکرد                      | صعود نکرد                      |
| ۲۰۰۳  | صعود نکرد                      | صعود نکرد                      | صعود نکرد                      | صعود نکرد                      | صعود نکرد                      | صعود نکرد                      | صعود نکرد                      | صعود نکرد                      |
| ۲۰۰۷  | مرحله گروهی                    | ۱۴ام                           | ۳                              | ۰                              | ۰                              | ۳                              | ۰                              | ۹                              |
| ۲۰۱۱  | مرحله گروهی                    | ۱۲ام                           | ۳                              | ۰                              | ۱                              | ۲                              | ۴                              | ۶                              |
| ۲۰۱۵  | مرحله گروهی                    | ۱۹ام                           | ۳                              | ۰                              | ۲                              | ۱                              | ۲                              | ۳                              |
| ۲۰۱۹  | مرحله گروهی                    | ۲۰ام                           | ۳                              | ۰                              | ۰                              | ۳                              | ۱                              | ۵                              |
| ۲۰۲۳  | به عنوان میزبان مشترک صعود کرد | به عنوان میزبان مشترک صعود کرد | به عنوان میزبان مشترک صعود کرد | به عنوان میزبان مشترک صعود کرد | به عنوان میزبان مشترک صعود کرد | به عنوان میزبان مشترک صعود کرد | به عنوان میزبان مشترک صعود کرد | به عنوان میزبان مشترک صعود کرد |
| مجموع | مرحله گروهی                    | —                              | ۱۵                             | ۰                              | ۳                              | ۱۲                             | ۸                              | ۳۴                             |